# Melanagromyza colombiensis
Melanagromyza colombiensis är en tvåvingeart som beskrevs av Spencer 1963. Melanagromyza colombiensis ingår i släktet Melanagromyza och familjen minerarflugor.
Artens utbredningsområde är Colombia. Inga underarter finns listade i Catalogue of Life.